# Dzerkalka, Romnî
Dzerkalka (în ucraineană Дзеркалька) este un sat în comuna Volodîmîrivka din raionul Romnî, regiunea Sumî, Ucraina.

## Demografie
Componența lingvistică a localității Dzerkalka
     Ucraineană (98,56%)
     Rusă (1,15%)
     Alte limbi (0,29%)
Conform recensământului din anul 2001, majoritatea populației localității Dzerkalka era vorbitoare de ucraineană (98,56%), existând în minoritate și vorbitori de rusă (1,15%).